# Goodbye's (The Saddest Word)
Goodbye's (The Saddest Word) è una canzone registrata dall'artista canadese Céline Dion per il suo sesto album di inediti in lingua inglese A New Day Has Come (2002). La canzone, pubblicata come terzo singolo il 18 novembre 2002, è stata scritta e prodotta da Robert John "Mutt" Lange, anche corista insieme all'allora moglie, la cantante country Shania Twain. Liricamente, la canzone parla dell'amore materno e della paura di perdere la propria madre.
La canzone ha ricevuto recensioni favorevoli da parte della critica musicale, che l'ha definita una "canzone sincera ed emotiva", elogiando la performance di Dion. Il videoclip musicale di Goodbye's (The Saddest Word) è stato diretto da Chris Applebaum tra il 12 e il 13 ottobre 2002 a Parigi, ed è stato presentato in anteprima nel novembre 2002.
Nel 2008, il brani fu incluso nella versione europea del greatest hits My Love: Ultimate Essential Collection.

## Antefatti e composizione
Goodbye's (The Saddest Word) è stato scritto e prodotto da Robert John "Mutt" Lange, autore di If Walls Could Talk, brano incluso nel greatest hits della Dion, All the Way... A decade of Song (1999). Anche in quel caso Lange e Shania Twain parteciparono ai cori.
Liricamente, la ballata emotiva parla dell'amore assoluto tra un bambino e la sua mammaː
Quando Céline ascoltò per la prima volta la canzone di Lange tre anni prima, l'ha rifiutò. Dichiaròː"Ora, essendo una madre, ho trovato la forza di cantarla, ma è stato difficile... Non aspettare mai troppo tempo per dire a qualcuno come ti senti".

## Contenuti e pubblicazioni
Il brano è stato rilasciato il 18 novembre 2002 come terzo ed ultimo singolo commerciale dell'album A New Day Has Come.
La versione europea del singolo include una bonus-track contenuta nell'edizione limitata dell'album di A New Day Has Come, All Because of You. AItre versioni pubblicate in Europa e in Sud Africa includono altre tracce secondarie come la cover Blue Christmas, pubblicata dalla Dion nel suo album natalizio These Are Special Times (1998) e il duetto con Anastacia, You Shook Me All Night Long, cover interpretata durante il concerto benefico VH1 Divas Las Vegas: An Honors Concert For The VH1 Save The Music Foundation andato in onda su VH1 il 23 maggio 2002 e pubblicato sull'album live VH1 Divas Las Vegas (2002).
Il singolo pubblicato nel Regno Unito conteneva un duetto virtuale con Frank Sinatra sulle note di All the Way, brano inserito nel greatest hits del 1999 pubblicato dalla Dion, All the Way... A Decade of Song.

## Video musicale

Screenshot tratto dal video musicale

Il videoclip musicale di Goodbye's (The Saddest Word) è stato diretto da Chris Applebaum e girato a Parigi tra il 12 e il 13 ottobre 2002 e presentato per la prima volta nel novembre 2002. Nel 2006, una seconda versione del video fu trapelata su Internet, inclusi filmati mai visti prima. Anche questa versione inedita fu diretta da Applebaum, ma mostra delle scene più sexy della Dion.
Il videoclip è stato pubblicato anche su alcune versioni del singolo.

## Recensioni da parte della critica
Sal Cinquemani della rivista Slant Magazine commentò:"È il tipo di melodia amante della mamma amorosa che ti lascerà nauseabondo o in lacrime." Neal Sky di Pop Dirt citò i versi "there’s is no other love like a mother’s for her child", definendoli dolci. Mike Ross di Jam! Canoe scrisse:"Céline è al culmine dell'amore in Goodbye's (The Saddest Word), aiutata non da uno, ma da due importanti cambiamenti chiave nella stessa canzone, che viene poi lanciata in un'orbita terrestre alta dal melodramma di un'orchestra che avrebbe fatto arrossire John Williams dall'invidia."
Scrivendo per Rolling Stone nel maggio 2002, Rob Sheffield affermò che la composizione di Lange "ispirerà sicuramente molte ore di noioso dibattito con Bernie Taupin."
Chuck Taylor dei Billboard criticò la scelta di usare come terzo singolo Goodbye's (The Saddest Word), definendola una "ballata relegata esclusivamente alle stazioni radio adult-contemporary". Scrisseː"la canzone di Mutt Lange è straordinariamente bella, offrendo un tributo amorevole alla madre alle porte della morte. La Dion lo consegna con un grande aiuto di passione, attirando emotivamente la propria attenzione sul messaggio devozionale. Molti si collegheranno sicuramente alla perdita di un genitore, ma a livello commerciale, questo è semplicemente il veicolo sbagliato per sostenere una carriera. Questa è la parola più triste."

## Successo commerciale
Il singolo non ottenne un ottimo successo ma riuscì comunque a raggiungere la top 40 in alcuni paesi europei.
Il 14 dicembre 2002, in Belgio Goodbye's (The Saddest Word) debuttò alla numero 47 della classifica dei singoli più venduti nelle Fiandre. La settimana seguente, la canzone scese in 49ª posizione ma il 28 dicembre la canzone salì alla numero 46. Alla sua quarta settimana, la canzone raggiunse il picco salendo alla posizione numero 39. In Vallonia invece la canzone debuttò direttamente alla 36ª posizione, lasciando la classifica la settimana successiva. Anche nei Paesi Bassi, il singolo si posizionò nella top 40. Il 30 novembre 2002 debuttò alla numero 67 per poi passare alla numero 51 la settimana seguente. Nelle settimane successive Goodbye's (The Saddest Word) continuò a scalare posizioni fino a raggiungere il picco il 18 gennaio 2003, posizionandosi alla numero 38 e trascorrendo in totale 11 settimane consecutive in classifica. In Austria, la canzone debuttò alla numero 50 della Ö3 Austria Top 40. La settimana seguente, la canzone salì di una posizione e successivamente, passò alla numero 45, fino a raggiungere il picco salendo alla 41ª posizione. La canzone trascorse in totale 10 settimane in classifica.
Nel Regno Unito, la canzone debuttò alla numero 38 della classifica dei singoli. Nella classifica scozzese Goodbye's (The Saddest Word) raggiunse la 35ª posizione.
Nel resto d'Europa il singolo raggiunseː la posizione numero 15 in Ungheria, la numero 30 in Italia, la numero 35 in Svizzera.
Negli Stati Uniti il singolo riuscì a posizionarsi solamente nella classifiche Billboard Hot Adult Contemporary Tracks, raggiungendo la posizione numero 27.

## Interpretazioni dal vivo
Céline Dion eseguì la canzone per la prima volta durante lo speciale della CBS, A New Day Has Come nel marzo 2002. Goodbye's (The Saddest Word) fu interpretata anche durante una puntata del talent-show francese Star Academy, nel programma musicale Top of the Pops e anche in programmi televisivi come Tout Prix e Verstehen Sie Spaß?.
Un'altra interpretazione dal vivo del brano cantata da Céline Dion è quella attuata durante il concerto benefico, The Concert For World Children's Day.

## Tracce
CD Singolo Promo (Canada; Stati Uniti) (Sony Music: SAMPCS 122261; Epic: ESK 59289)
1. Goodbye's (The Saddest Word) (Radio Edit) – 4:23 (Robert John "Mutt" Lange)
2. Goodbye's (The Saddest Word) (Album Version) – 5:19 (Lange)

CD Singolo Promo (Europa) (Sony Music: SAMPCS 12226)
1. Goodbye's (The Saddest Word) (Radio Edit) – 4:23 (Lange)

CD Singolo (Europa) (Columbia: COL 673271 1)
1. Goodbye's (The Saddest Word) (Radio Edit) – 4:23 (Lange)
2. All Because of You (Burton Collins, Lisa Scott, Christi Dannemiller)

CD Singolo (Europa) (Columbia: 673271 2)
1. Goodbye's (The Saddest Word) (Radio Edit) (Lange)
2. All Because of You (Collins, Scott, Dannemiller)
3. Blue Christmas (Album Version) (Jay W. Johnson, Bill Hayes)
4. Goodbye's (The Saddest Word) (Video)

CD Singolo (Regno Unito) (Epic: 673373 2)
1. Goodbye's (The Saddest Word) (Radio Edit) – 4:23 (Lange)
2. Blue Christmas – 3:50 (Johnson, Hayes)
3. Goodbye's (The Saddest Word) (Live Video) – 4:20

CD Singolo (Regno Unito) (Epic: 673373 5)
1. Goodbye's (The Saddest Word) (Album Version) – 5:19 (Lange)
2. All the Way (feat. Frank Sinatra) – 3:52 (Jimmy Van Heusen, Sammy Cahn)
3. You Shook Me All Night Long (feat. Anastacia) (Live From VH1 Divas) – 3:51 (Angus Young, Malcolm Young, Brian Johnson)

CD Singolo (Sud Africa) (Columbia: CDSIN 542)
1. Goodbye's (The Saddest Word) (Radio Edit) – 4:23 (Lange)
2. All Because of You (Collins, Scott, Dannemiller)
3. You Shook Me All Night Long (feat. Anastacia) (Live From VH1 Divas) – 3:51 (A. Young, M. Young, B. Johnson)
4. Blue Christmas (Album Version) – 3:50 (Johnson, Hayes)

## Classifiche

### Classifiche settimanali
| Classifica (2002)                                      | Posizione massima raggiunta |
| ------------------------------------------------------ | --------------------------- |
| Austria (Ö3 Austria Top 40)                            | 41                          |
| Belgio Fiandre (Ultratop 50)                           | 39                          |
| Belgio Vallonia (Ultratop 50)                          | 36                          |
| Europa (Eurochart Hot 100 Singles)                     | 72                          |
| Germania (Media Control Charts)                        | 56                          |
| Italia (FIMI)                                          | 30                          |
| Paesi Bassi (Dutch Top 40)                             | 37                          |
| Paesi Bassi (Single Top 40)                            | 38                          |
| Polonia (Polish Music Charts)                          | 25                          |
| Québec (ADISQ)                                         | 17                          |
| Regno Unito (Official Singles Chart Top 100)           | 38                          |
| Scozia (Official Scottish Singles Sales Chart Top 100) | 35                          |
| Stati Uniti (Billboard Hot Adult Contemporary Tracks)  | 27                          |
| Svezia (Sverigetopplistan)                             | 45                          |
| Svizzera (Schweizer Hitparade)                         | 35                          |
| Ungheria (MAHASZ)                                      | 15                          |

### Classifiche di fine anno
| Classifica (2003)          | Posizione |
| -------------------------- | --------- |
| Paesi Bassi (Dutch Top 40) | 280       |

## Crediti e personale
Registrazione
- Registrato ai Piccolo Studio di Montréal (CA), Nick Wollageat Deutsches Filmorchester Studios di Berlino (DE)
- Mixato ai Mono Music Studios i Stoccolma (SE)

Personale
- Arrangiamento archi - Gavin Greenaway
- Assistente - Justin Douglas, François Lalonde, Brian Mercier
- Assistente d'orchestra - Michael Schubert
- Chitarra - Robert John" Mutt "Lange
- Coordinatore archi - Doris Lutz (Double Fun - Germania), Maggie Rodford (Air Edel Associates Ltd - Londra)
- Cori - Robert John" Mutt "Lange, Shania Twain
- Direttore d'orchestra (archi) - Gavin Greenaway
- Ingegnere del suono (voce) - Humberto Gatica
- Ingegnere del suono (assistente al Mix) - Chris Brooke, Peter Fogselius, François Lalonde
- Ingegnere del suono programmazione Pro Tools - Kevin Churko
- Ingegnere del suono programmazione Pro Tools (assistente) - Michel Gallone
- Mixato da - Humberto Gatica
- Musica di - Robert John" Mutt "Lange
- Orchestra d'archi - Filmorchester di Berlino
- Produttore - Robert John" Mutt "Lange
- Produttore (produzione aggiuntivo) - Ric Wake, Richie Jones
- Produttore esecutivo - Vito Luprano
- Testi di - Robert John" Mutt "Lange

## Cronologia di rilascio
| Paese       | Data | Formato |
| ----------- | ---- | ------- |
| Europa      | 2002 | CD      |
| Regno Unito | 2002 | CD      |
| Sud Africa  | 2002 | CD      |